# الروضة (ذمار)
الروضة هي إحدى قرى الجمهورية اليمنية. وهي تتبع جغرافيًا لمحافظة ذمار. وإداريًا لمديرية مغرب عنس. يبلغ تعداد سكانها 1267 نسمة حسب الإحصاء الذي جرى عام 2004.